# 앤 하딩

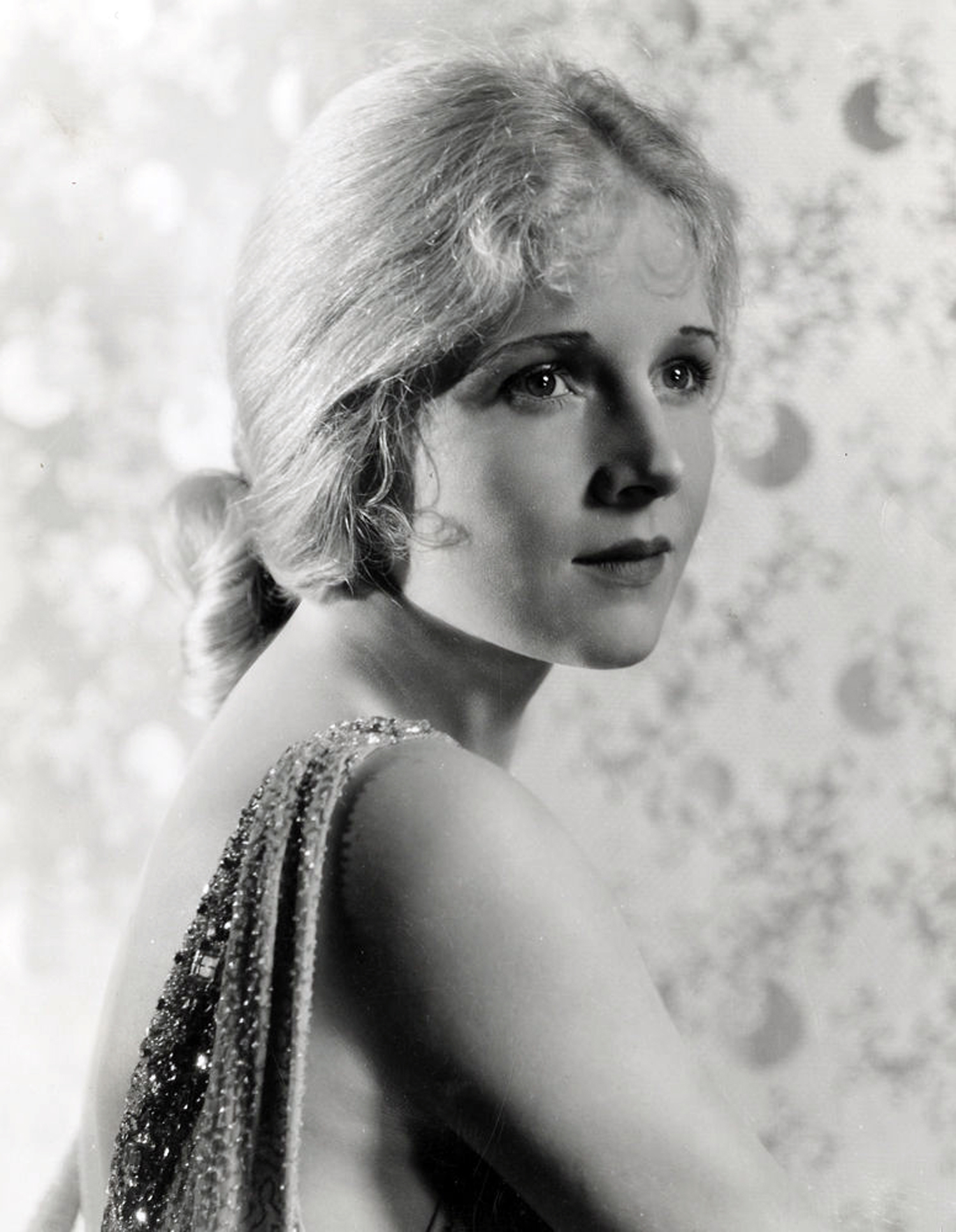

앤 하딩(Ann Harding, 1902년 8월 7일 ~ 1981년 9월 1일)는 미국의 연극 배우, 영화배우, 텔레비전 배우이다.
셔먼오크스에서 사망하였다. 포리스트 론 메모리얼 파크에 매장되었다.

## 영화
- 회색 양복을 입은 사나이 (1956년) - 헬렌 홉킨스 역
- 클라이막스! (1954년)
- 이츠 어 빅 컨트리 (1951년)
- 투 윅스 위드 러브 (1950년)
- 매그니피선트 양키 (1950년)
- 크리스마스 이브 (1947년)
- 5번가에서 생긴 일 (1947년)
- 노스 스타 (1943년)
- 나이팅게일 커티지 별장 (1937년)
- 피터 이벳슨 (1935년)
- 홀리데이 (1930년)
- 컨뎀드 (1929년)